# Skalička (Jevišovka)
Die Skalička (deutsch Skalitzer Bach) ist ein linker Nebenfluss der Jevišovka in Tschechien.

## Verlauf
Die Skalička entspringt nordöstlich von Medlice in der Jevišovická pahorkatina (Jaispitzer Hügelland). Der Bach  nimmt auf seinem Oberlauf südöstliche Richtung und wird im Teich Jezírka angestaut. Sein überwiegend baumbestandenes und unbesiedeltes Tal führt vorbei an Višňové, Pustý Zámek und Trstěnice nach Skalice.
Auf ihrem Mittellauf fließt die Skalička an Chlupice, Hostěradice und Rybnický Mlýn vorbei durch die Boskovická brázda (Boskowitzer Furche). Die Feuchtwiesen auf der Teichstätte des ehemaligen Schankwitzer Teiches zwischen Rybnický Mlýn und Karlov sind als Naturdenkmal Oleksovická mokřina unter Schutz gestellt. Unterhalb davon wird die Skalička im Stausee Oleksovice angestaut.
Der Unterlauf des Baches führt mit südwestlicher Richtung vorbei an Nový Dvůr, Oleksovice, Mšice und Stošíkovice na Louce in die Thaya-Schwarza-Senke. Auf ihrem letzten Abschnitt fließt die Skalička parallel zur Jevišovka und mündet oberhalb von Lechovice – gegenüber der Einmündung der Únanovka – in die Jevišovka. Die Skalička hat ein Einzugsgebiet von 121,8 km². Der mittlere Durchfluss an der Mündung liegt bei 0,13 m³/s.

## Zuflüsse
- Višňovský potok (r), bei Trstěnice
- Trstěnický potok (l), bei Trstěnice
- Míšovický potok (l), bei Hostěradice